# الهيجة (حجة)
الهيجه هي إحدى قرى الجمهورية اليمنية. تتبع جغرافيا لمحافظة حجة وإداريًا لمديرية الشاهل. يبلغ تعداد سكانها 1904 نسمة حسب الإحصاء الذي أجري عام 2004.